# انيا كلينغ
انيا كلينغ (بالإنجليزية: Anja Kling) (و. 1970 – م) هي ممثلة، وممثلة صوت، وممثلة أفلام من ألمانيا، ألمانيا الشرقية . ولدت في بوتسدام .

## روابط خارجية
- انيا كلينغ على موقع IMDb (الإنجليزية)
- انيا كلينغ على موقع روتن توميتوز (الإنجليزية)
- انيا كلينغ على موقع مونزينجر (الألمانية)
- انيا كلينغ على موقع قاعدة بيانات الأفلام العربية
- انيا كلينغ على موقع ألو سيني (الفرنسية)
- انيا كلينغ على موقع أول موفي (الإنجليزية)
- انيا كلينغ على موقع ديسكوغز (الإنجليزية)
- انيا كلينغ على موقع قاعدة بيانات الفيلم (الإنجليزية)
- انيا كلينغ على موقع ليتربوكسد (الإنجليزية)
- انيا كلينغ على موقع كينوبويسك (الروسية)